# Walerian Trusow
Walerian Aleksandrowicz Trusow (ros. Валериан Александрович Трусов, ur. 18 września?/30 września 1879 w Michałkowie w guberni riazańskiej, zm. 24 grudnia 1957 w Nowym Jorku) – rosyjski wojskowy (generał major), emigracyjny działacz wojskowy.

## Życiorys
W 1897 r. ukończył korpus kadetów, zaś w 1899 r. szkołę kawaleryjską w Twerze. Służył w stopniu korneta w 4, a następnie 2 Pskowskim Pułku Dragonów. W 1903 r. awansował na porucznika. W latach 1904–1905 brał udział w wojnie rosyjsko-japońskiej. W 1905 t. mianowano go sztabsrotmistrzem. W 1910 r. ukończył oficerską szkołę kawaleryjską, po czym został w niej instruktorem wojskowym. Uczestniczył w I wojnie światowej. W 1915 r. został rotmistrzem. Objął funkcję zastępcy dowódcy pułku strzeleckiego 17 Dywizji Kawalerii. Następnie dowodził Gorżdinskim Pogranicznym Pułkiem Konnym. Na pocz. 1917 r. w stopniu pułkownika został zastępcą dowódcy pułku oficerskiej szkoły kawaleryjskiej. Po wybuchu wojny domowej w Rosji wstąpił do Armii Północno-Zachodniej gen. Nikołaja N. Judenicza. Od czerwca 1919 r. znajdował się w rozporządzeniu dowódcy 1 Dywizji Piechoty. Od sierpnia tego roku dowodził 7 Uralskim Pułkiem Piechoty, zaś od grudnia 1 Brygadą 2 Dywizji Piechoty. W styczniu 1920 r. awansował na generała majora. Przybył do Polski, gdzie objął dowództwo Mieszanej Kozackiej Dywizji Kawalerii, wchodzącej w skład 3 Armii Rosyjskiej, formowanej na ziemiach polskich jako część wojsk Białych gen. Piotra Wrangla. W okresie dwudziestolecia międzywojennego mieszkał w Lublinie, działając w rosyjskich organizacjach kombatanckich i monarchistycznych. W latach 30. stanął na czele polskiego oddziału Rosyjskiego Związku Ogólnorosyjskiego (ROWS). W czasie II wojny światowej wyjechał do Niemiec, a krótko po wojnie przeniósł się do USA.